# Robert Schenker
Robert Bruno Schenker (* 1942; heimatberechtigt in Boningen) ist ein Schweizer Bankmanager und Unternehmensberater.
Robert Schenker war von 1969 bis 1997 für den Schweizerischen Bankverein in New York, Winterthur und Zürich, zuletzt als Vorsitzender der Direktion und Leiter des Firmenkundengeschäfts, tätig. Seit 1998 arbeitet er als unabhängiger Finanz- und Unternehmensberater.
Von 2003 bis 2012 war Schenker Präsident des Stiftungsrates des WWF Schweiz.
Schenker wohnt in Herrliberg.